# Главович, Мухамед
Мухамед Главович (26 декабря 1943, Мостар — 22 июля 2025) — боснийский футболист, игравший на позиции нападающего.

## Карьера
Родился в Мостаре, в разгар Второй мировой войны, играл за местный клуб ФК Вележ Мостар, где он играл почти на протяжении всех 1960-х годов. Позже он также играл за «Слободу Ужице» и «Раднички Ниш».

## Личная жизнь и смерть
Главович родился 26 декабря 1943 года и умер 22 июля 2025 года, в возрасте 81 года.